# Duane Gill
Duane Gill, mais conhecido pelo seu ring name Gillberg, é um wrestler profissional estadunidense. Em sua passagem pela WWF, ficou por 15 meses com o WWF Light Heavyweight Championship, tendo o maior reinado deste título na história da empresa.

## Campeonatos conquistados
- All Star Wrestling Association
  - ASWA Tag Team Championship (1 vez) - with Wayne Gill

- Eastern Championship Pro Wrestling
  - ECPW Tag Team Championship (1 vez) - com Lord of Discipline Agony

- NWA New Jersey
  - NWA New Jersey Junior Heavyweight Championship (1 vez)

- World Wrestling Association
  - WWA World Tag Team Championship (1 vez) - com Wayne Gill

- World Wrestling Federation
  - WWF Light Heavyweight Championship (1 vez) (Maior reinado)